# Kościół Anglikański Aotearoi, Nowej Zelandii i Polinezji
Kościół Anglikański Aotearoi, Nowej Zelandii i Polinezji jest kościołem należącym do Wspólnoty Anglikańskiej. Obejmuje swym zasięgiem Nową Zelandię, Fidżi, Tonga, Samoa oraz Wyspy Cooka. Prymasem kościoła, arcybiskupem Nowej Zelandii, jest William Brown Turei.
Od 1992 r. kościół złożony jest trzech jednostek, zwanych "tikanga", które odzwierciedlają trzy nurty kulturowe regionu:
- Tikanga Aotearoa - arcybiskup William Brown Turei, zrzesza wiernych należących do autochtonicznej ludności maoryskiej,
- Tikanga Nowej Zelandii - biskup Waikato David Moxon, zrzesza wiernych pochodzenia europejskiego,
- Tikanga Polinezji - biskup Jabez Leslie Bryce, zrzesza wiernych pochodzenia polinezyjskiego zamieszkałych głównie na Fidżi, Tonga, Samoa i Wyspach Cooka, ale również Polinezyjczyków mieszkających w Nowej Zelandii.

Kształcenie duchownych odbywa się w St. John's College w Auckland.